# Танк (відеоігри)
Танк — в MMORPG — ігрова одиниця в комп'ютерній грі, на яку покладена функція головного одержувача пошкоджень. Добре з цією функцією справляються одиниці, в яких великий запас здоров'я або високий рівень броні. Найкраще танків використовувати разом з одиницями, які лікують танків, а також з одиницями, в яких великий рівень нанесення пошкоджень.

## Типові атрибути
1. Високий рівень здоров'я, який дозволяє залишатися у грі навіть після пошкоджень, які для інших класів є смертельними.
2. Здатність підвищувати рівень броні в союзних персонажів, оскільки зазвичай в MMORPG спочатку вбивають персонажів, рівень здоров'я і броні яких є нижчим. Танків вбивають наприкінці.
3. Великий ігровий розмір персонажа, який дозволяє менш стійким до пошкоджень класам контролювати противників.

## Роль в MMORPG
Танки використовуються в групі з багатьох персонажів для прикривання союзників з меншим рівнем здоров'я. Також танки служать в деяких тактиках як первинна ціль для ворогів.